# Черняк Тимофій Вікторович
Черняк Тимофій (*14 лютого 1891—†11 серпня 1919) — польовий командир та військовий діяч часів українсько-більшовицької війни.

## Життєпис
Народився у селі Вороб'ївка Новгород-Сіверського повіту Чернігівської губернії (нині Чернігівська область, Новгород-Сіверський район).
До 1912 р. — чорнороб, вантажник на цукровому заводі у Костобоброві. Потім переїхав до Харкова.
З 1912 — в армії, з липня 1917 — прапорщик 19-го піхотного полку. Повний Георгієвський кавалер.
В 1918 — командир партизанських загонів на Чернігівщині, а згодом — повстанських загонів в «нейтральній зоні». В середині грудня того ж року призначається командиром Третього українського радянського полку, який вже наприкінці місяця було перейменовано на Новгород-Сіверський. Полк брав участь у бойових діях проти Директорії і оволодів Конотопом 21 січня 1919 р.
З квітня 1919 р. — командир Новгород-Сіверської бригади, яка оволоділа 23 травня 1919 року містом Рівним. Спочатку бригада входила до складу 1-ї української радянської дивізії, згодом — 44-ї стрілецької дивізії.
Загинув Черняк 11 серпня 1919 року під час заколоту на станції Рівне. Похований у Вороб'ївці.

## Пам'яті Черняка
Пам'яті Черняка присвятив свої твори Олекса Десняк: «Десну перейшли батальйони» (1937), «Полк Тимофія Черняка» (1938).

## Виноски
1. ↑  З огляду на деякі джерела Тимофій Черняк певний час очолював восьмий полк Новгород-Сіверської бригади, а на посаді комбрига перебував, як тимчасово її виконувач.